# Immigrant Song

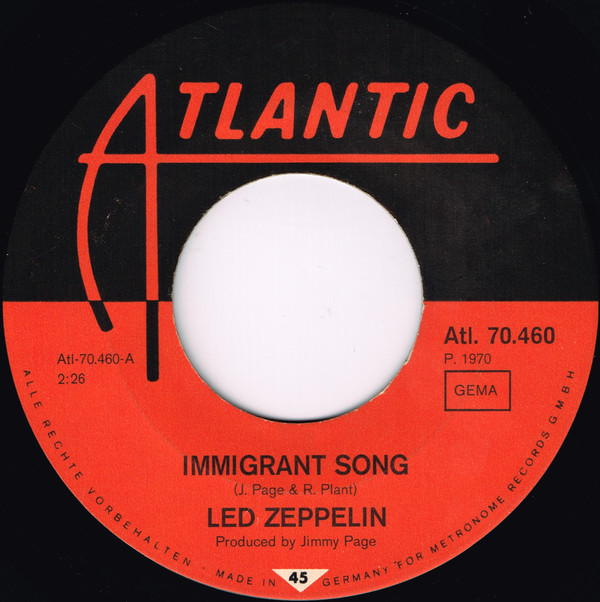
"Immigrant Song" par Led Zeppelin

Singles de Led Zeppelin
Whole Lotta Love / Living Loving Maid (She's Just a Woman)
(1969) Black Dog / Misty Mountain Hop
(1971)
Pistes de Led Zeppelin III
Friends
(2)
Immigrant Song est une chanson du groupe britannique de hard rock Led Zeppelin, unique single de l'album Led Zeppelin III publié le 5 novembre 1970 avec pour face B l'inédit Hey Hey What Can I Do. Elle se classe en 16e position du Billboard Hot 100 à sa sortie. Depuis, la chanson est devenue un classique que le groupe a utilisé en ouverture de ses concerts de 1970 à 1972. Les paroles centrées sur la mythologie nordique et les aventures de puissants vikings à la recherche de nouvelles contrées ont inspiré le heavy metal classique, tel que joué par des groupes comme Iron Maiden ou Manowar.

## Contexte
Immigrant Song commence par des cris distinctifs du chanteur Robert Plant et est construite sur un riff répétitif en staccato en tonalité de fa# mineur. Au début de la pièce, il y a un léger décompte avec des soufflements. Ceux-ci ne peuvent être entendus que sur la version de l'album car ils sont retirés de la version du single. Le soufflement est produit par la rétroaction d'une unité d’écho. La chanson est écrite lors de la tournée de l'été 1970. Le concert de Reykjavik en Islande inspire le chanteur. Il raconte qu'ils « étaient invités du gouvernement islandais en mission culturelle. Ils ont été invités à donner un concert à Reykjavik. La veille de leur arrivée, tous les fonctionnaires se sont mis en grève et le spectacle allait être annulé, mais l'université a préparé une grande salle de réception pour eux, c'était phénoménal. Ce que les jeunes ont fait était remarquable et ils ont passé un grand moment. Immigrant Song se réfère à ce voyage et est le premier titre d'un album qui devait être totalement différent ».
Les paroles de la chanson sont écrites du point de vue des vikings venant de Scandinavie à la recherche de nouvelles contrées. Le texte se réfère explicitement à la conquête des vikings et la mythologie nordique et démarre ainsi : « We come from the land of the ice and snow / From the midnight sun where the hot springs flow / The hammer of the gods / Will drive our ships to new lands / To fight the horde / Sing and cry / Valhalla, I am coming » (« Nous venons des terres glacées et enneigées / du soleil de minuit où coulent les sources chaudes  / le marteau des Dieux / va conduire nos vaisseaux vers de nouveaux territoires / pour combattre la horde / chanter et crier / Walhalla j'arrive! »)). Lors d'une interview à la radio en 1970, Robert Plant dit en blaguant : « nous étions en Islande, et cela vous fait penser aux vikings et aux grands bateaux... à l’estomac de John Bonham... et bang, ça a donné Immigrant Song ».
Six jours plus tard, Led Zeppelin joue la chanson pour la première fois sur scène au Bath Festival.

## Parution et réception
Immigrant Song est l'un des rares singles de Led Zeppelin. Il est publié le 5 novembre 1970 par leur label Atlantic Records contre la volonté du groupe. La face B qui l'accompagne, Hey Hey What Can I Do, ne sera ensuite disponible que sur le coffret Boxed Set, Vol. 1 en 1990. Le single est publié par erreur au Japon avec Out on the Tiles en face B. C'est désormais un objet de collection.
Les premières impressions du singles aux États-Unis comportaient la citation d'Aleister Crowley : « Faire ce que tu veux devrait être la Loi ».

### Succès commercial
La chanson atteint la 16e place du Billboard Hot 100,.

## Classements

### Classements hebdomadaires
| Classement (1970–1971)             | Meilleure position |
| ---------------------------------- | ------------------ |
| Afrique du Sud (Springbok Radio)   | 7                  |
| Allemagne (Media Control AG)       | 6                  |
| Australie (Go-Set National Top 60) | 16                 |
| Autriche (Ö3 Austria Top 40)       | 13                 |
| Canada (100 Singles)               | 4                  |
| Canada (CHUM)                      | 2                  |
| Espagne (AFYVE)                    | 9                  |
| États-Unis (Billboard Hot 100)     | 16                 |
| États-Unis (Cash Box)              | 8                  |
| États-Unis (Record World)          | 10                 |
| Italie (FIMI)                      | 59                 |
| Japon (Oricon)                     | 10                 |
| Malaisie (Radio Malaysia)          | 4                  |
| Nouvelle-Zélande (RIANZ)           | 4                  |
| Pays-Bas (Nederlandse Top 40)      | 11                 |
| Pays-Bas (Single Top 100)          | 9                  |
| Pologne (Classements Singles)      | 3                  |
| Suisse (Schweizer Hitparade)       | 4                  |

| Classement (2007)                     | Meilleure position |
| ------------------------------------- | ------------------ |
| Canada (Hot Canadian Digital Singles) | 54                 |
| États-Unis (Hot Digital Songs)        | 71                 |
| Royaume-Uni (UK Singles Chart)        | 109                |

| Classement (2017)           | Meilleure position |
| --------------------------- | ------------------ |
| Royaume-Uni (UK Rock Chart) | 1                  |

| Classement (1971)    | Position |
| -------------------- | -------- |
| Canada (Top Singles) | 92       |

## Certifications
| Pays              | Certification | Unités certifiées |
| ----------------- | ------------- | ----------------- |
| Italie (FIMI)     | Or            | 25 000            |
| Royaume-Uni (BPI) | Or            | 400 000           |

## Tournée
Immigrant Song ouvre les concerts de Led Zeppelin de 1970 à 1972. À partir de la seconde moitié de la tournée nord-américaine de 1972, elle est introduite par une courte chanson intitulée LA Drone afin d'intensifier le sentiment d'anticipation et d'attente du public. En 1973, le morceau est utilisé lors du rappel avant d'être définitivement écarté de leur programmation. Des versions live du titre sont enregistrées, puis produites sur les albums How the West Was Won et BBC Sessions. Lorsque Jimmy Page la joue sur scène, il y ajoute un long solo de guitare absent de la version de l'album Led Zeppelin III. Lors de la cérémonie d'intronisation de Jeff Beck au Rock and Roll Hall of Fame en 2009, Jimmy Page et lui jouent ensemble une partie de la chanson.

## Postérité
La phrase « The hammer of the gods/will drive our ships to new lands » devient l'un des classiques de Led Zeppelin au point que les gens se référent au groupe dès qu'ils entendent parler d'« Hammer of the Gods ». Cette phrase est d'ailleurs reprise par le journaliste musical Stephen Davis dans sa biographie Hammer of the Gods: The Led Zeppelin Saga. Dans l'ensemble, les paroles ont inspiré le heavy metal classique concentré sur l'aventure de puissants vikings, thèmes que l'on retrouve dans la musique et le look de groupes comme Iron Maiden ou Manowar.

## Autres apparitions

### Reprises
- La chanson est reprise par de nombreux artistes dont le groupe Queen le 26 juin 1986 lors d'un concert à Berlin.
- Le sample du cri est utilisé à de nombreuses occasions, en sport et à la télévision.

### À l'écran
- En 2003, les droits de représentation audiovisuelle de cette chanson ont été acquis pour le film Rock Academy dont une scène est centrée sur cette chanson.
- Depuis 2006, le sample du cri, mixé par Sandy Vee, est utilisé pour le générique de l'émission 50 minutes inside, sur TF1.
- En 2007, dans Shrek le troisième, on peut l'entendre remixée lorsque Blanche-Neige envoie les animaux de la forêt attaquer les deux arbres qui montent la garde.
- En 2011, Trent Reznor et Atticus Ross composent une reprise interprétée par Karen O pour le film Millénium : Les Hommes qui n'aimaient pas les femmes (The Girl with the Dragon Tattoo).
- En 2017, on peut l'entendre dans une bande-annonce pour le film Thor: Ragnarok, ainsi que dans le film lui-même lors de la scène d'attaque finale. Cette chanson est aussi utilisée dans la publicité de lancement du jeu vidéo Destiny 2.

## Personnel
- Jimmy Page — guitare
- Robert Plant — chant, chœurs
- John Paul Jones — basse
- John Bonham — batterie

Jimmy Page a probablement enregistré la chanson avec sa Gibson Les Paul de 1959 en finition Sunburst sur un amplificateur Marshall ou Vox. John Paul Jones s'est servi de sa Fender Precision Bass.

### Ouvrages
1. 1 2 3 4 5  (en) Dave Lewis, The Complete Guide to the Music of Led Zeppelin, Omnibus Press, mars 1994, 128 p. (ISBN 978-0-7119-3528-0)
2. ↑  (en) Chris Welch, Led Zeppelin, Orion, 1994, 120 p. (ISBN 978-1-85797-930-5), p. 76
3. ↑  (en) Dave Lewis et Simon Pallett, Led Zeppelin : The Concert File, Omnibus Press, 15 juillet 1997, 176 p. (ISBN 978-0-7119-5307-9), p. 50-51
4. ↑  (en) Dean Scapolo, The Complete New Zealand Music Charts, Transpress, 2007 (ISBN 978-1-877443-00-8), « Top 50 Singles – May 1971 »

### Autres sources
1. ↑  (en) Ralph Hulett et Jerry Prochnicky, Whole Lotta Led : Our Flight With Led Zeppelin, Kensington Publishing Corp., 2011 (ISBN 978-0-8065-3555-5), p. 114
« However, the opener, "Immigrant Song," set a standard for medieval imagery of Viking lust in hard rock. »
2. ↑  (en) « The 40 Greatest Led Zeppelin Songs of All Time : 7 – 'Immigrant Song' (1970) », Rolling Stone,‎ 7 novembre 2012 (lire en ligne, consulté le 8 novembre 2014)
3. ↑  (en) Martin Popoff, The Top 500 Heavy Metal Songs of All Time, ECW Press, 2003, 486 p. (ISBN 978-1-55022-530-3, lire en ligne), « Immigrant Song », p. 76
4. ↑  (en) « Led Zeppelin III (Led Zeppelin) Easter Egg – Alastair Crowley in the Dead Wax », sur Eeggs.com (consulté le 11 octobre 2012)
5. 1 2  (en) « Led Zeppelin III – Awards », sur AllMusic, Rovi Corporation (consulté le 9 septembre 2013)
6. ↑  (en) « South African Rock Lists Website SA Charts 1969 – 1989 Acts (L) », sur Rock.co.za, John Samson (consulté le 9 septembre 2013)
7. ↑  (de) Charts.de – Led Zeppelin - Immigrant Song. GfK Entertainment. PhonoNet GmbH. Consulté le 9 septembre 2013.
8. ↑  (en) « Go-Set Australian charts », sur Poparchives.com.au (consulté le 9 septembre 2013)
9. ↑  (de) Austrian-charts.com – Led Zeppelin – Immigrant Song. Ö3 Austria Top 40. Hung Medien. Consulté le 9 septembre 2013.
10. ↑  (en) « Top Singles – Volume 14, No. 23, January 23 1971 », sur Collectionscanada.gc.ca, Library and Archives Canada (consulté le 9 septembre 2013)
11. ↑  (en) « CHART NUMBER 731 – Saturday, January 23, 1971 », sur 1050chum.com (version du 7 novembre 2006 sur Internet Archive)
12. ↑  (en) « Hits of the World », Billboard, Nielsen Business Media, vol. 83, no 16,‎ 17 avril 1971, p. 53 (ISSN 0006-2510, lire en ligne)
13. ↑  (en) « CASH BOX Top 100 Singles – Week ending JANUARY 9, 1971 », sur Cashboxmagazine.com, 18 septembre 2012 (version du 18 septembre 2012 sur Internet Archive)
14. ↑  (en) « RECORD WORLD 1971 », sur Geocities.com, Record World, 31 août 2008 (version du 31 août 2008 sur Internet Archive)
15. ↑  (it) « Indice per Interprete: L », sur HitParadeItalia.it, Creative Commons (consulté le 9 septembre 2013)
16. ↑  (en) « Billboard – Hits Of The World », Billboard, Nielsen Business Media, vol. 83, no 11,‎ 13 mars 1971, p. 56 (ISSN 0006-2510, lire en ligne)
17. ↑  (en) « Billboard – Hits Of The World », Billboard, Nielsen Business Media, vol. 83, no 18,‎ 1er mai 1971, p. 53 (ISSN 0006-2510, lire en ligne)
18. ↑  (nl) Led Zeppelin - Immigrant Song – Top 40-artiesten. Nederlandse Top 40. Stichting Nederlandse Top 40. Consulté le 9 septembre 2013.
19. ↑  (nl) Dutchcharts.nl – Led Zeppelin – Immigrant Song. Single Top 100. Hung Medien. Consulté le 9 septembre 2013.
20. ↑  (en) « Billboard – Hits Of The World », Billboard, Nielsen Business Media, vol. 83, no 9,‎ 27 février 1971, p. 44 (ISSN 0006-2510, lire en ligne, consulté le 9 septembre 2013)
21. ↑  (en) Swisscharts.com – Led Zeppelin – Immigrant Song. Schweizer Hitparade. Hung Medien. Consulté le 9 septembre 2013.
22. ↑  (en) « Hot Digital Singles – 1 December 2007 », sur Billboard.com, Prometheus Global Media (consulté le 11 octobre 2012)
23. ↑  (en) « Hot 100 Singles – 30 January 1971 », sur Billboard.com, Prometheus Global Media (consulté le 19 janvier 2009)
24. ↑  (en) « Led Zeppelin Songs Top Songs / Chart Singles Discography », sur Musicvf.com, Howard Drake, 14 juillet 2011 (version du 14 juillet 2011 sur Internet Archive)
25. ↑  (en) Archive Chart. UK Rock Chart. The Official Charts Company.
26. ↑  (en) « Top Singles – Volume 16, No. 20, January 08 1972 », sur Collectionscanada.gc.ca, Library and Archives Canada (consulté le 31 décembre 2013)
27. ↑  (it)« Certificazioni », sur fimi.it
28. ↑  (en) « BRIT Certified », sur Bpi.co.uk (consulté le 24 mai 2022)